# Chân dung khách hàng
Chân dung khách hàng là một hồ sơ chi tiết về khách hàng lý tưởng, không phải là hồ sơ hình thành từ các giả định hoặc tự phân người ta vào các nhóm. Chân dung khách hàng là một cái nhìn chi tiết về một khách hàng cụ thể. Khách hàng này thường là khách hàng mục tiêu của doanh nghiệp, là khách hàng tiềm năng của doanh nghiệp.
Chân dung khách hàng chỉ tập trung vào một người và phác họa mọi thứ về người đó. Nó đi sâu hơn chỉ là một hồ sơ marketing bình thường, cung cấp cho marketing nhiều công cụ nhắm chọn hơn.
Chân dung khách hàng là một trong các bước để giúp xây dựng bản đồ hành trình khách hàng.

## Thành phần của một chân dung khách hàng
- Mục tiêu và thách thức: là mục tiêu trong công việc và đời sống, mức độ ưu tiên bản thân, thách thức mà khách hàng thường gặp phải,…
- Thông tin cá nhân: các thông tin về nhân khẩu học của khách hàng bao gồm: các thông tin về tuổi, giới tính, hôn nhân, thu nhập, công việc,...
- Chuyên môn: chính là vị trí, chức vụ, công ty, ngành nghề, kỹ năng chuyên môn, cách nhìn nhận về sự thành công,…
- Nguồn thông tin: Khách hàng tập trung ở đâu (online và offline), họ tìm kiếm thông tin từ đâu, tương tác ở đâu, sử dụng mạng xã hội nào,đọc những gì, chuyên gia họ theo dõi, tham gia vào các sự kiện nào. Thông tin này giúp xác định nơi tốt nhất để quảng cáo đến khách hàng.
- Những điều trân trọng: Những điều khách hàng trân trọng trong cuộc sống, những điều họ cần nhắc trước khi ra quyết định, điều gì quan trọng khi họ cân nhắc mua một sản phẩm nào đó,…
- Trở ngại và vai trò: Những lý do vì sao khách hàng không chọn mua sản phẩm từ bạn; họ có phải là người ra quyết định chính hay là người có ảnh hưởng tới quyết định hay không.

## Tầm quan trọng của chân dung khách hàng
Chỉ nhận biết đối tượng khách hàng mục tiêu là chưa đủ, mà doanh nghiệp cần phải nắm rõ nhu cầu, sở thích, tính cách, hành vi của khách hàng thì mới có thể vận dụng hiệu quả cho thị trường mục tiêu mà doanh nghiệp nhắm tới. Vì thế, chân dung khách hàng rất quan trọng với bất kỳ doanh nghiệp nào. Đây được coi như bước đầu tiên để triển khai những chiến lược quan trọng về Marketing và kinh doanh.
Kỹ năng làm Chân dung khách hàng cũng là kỹ năng nòng cốt, áp dụng cho mọi thành phần còn lại trong marketing.
Chân dung khách hàng là chìa khóa cho các hoạt động khác trong Marketing.
- Chiến lược marketing: Chân dung khách hàng chính là yếu tố nền tảng trong chiến lược marketing, cho phép mọi người trong doanh nghiệp hiểu chính xác bạn đang cố thu hút ai. Các chiến dịch marketing khi hiểu rõ các chi tiết của thị trường mục tiêu sẽ cần ít thời gian và tiền hơn, mang lại ROI cao hơn.
- Quyết định marketing: Khi bạn có những thông tin giá trị về việc khách hàng nghĩ gì khi bỏ tiền  sắm sản phẩm/ dịch vụ từ bạn, bạn sẽ có khả năng đưa ra các quyết định về marketing, từ định vị và thông điệp cho tới xác định tiềm năng doanh thu dựa trên những kỳ vọng của người mua.
- Content marketing: Chân dung khách hàng giúp bạn quyết định cần tạo ra bài viết, video hay podcast nào để thu hút khách hàng tiềm năng và khách hàng.
- Tạo sản phẩm: Tạo sản phẩm khách hàng cần, đánh giá các mục tiêu, thách thức được rút ra  trong bước phát triển chân dung khách hàng, chúng ta sẽ biết khách hàng muốn     gì và cần gì từ công ty, dẫn bạn tới việc khám phá các cơ hội phát triển sản phẩm hoặc dịch vụ mới.
- Copywriting: Giúp mô tả các lời đề nghị mua hàng nói lên được vấn đề của khách hàng, khiến họ muốn mua.
- Email marketing: Giúp đạt tỷ lệ mở email cao hơn, chuyển đổi tốt hơn trên email, thậm chí  được dùng để phân khúc các chiến dịch email marketing cho những chân dung     khác.
- Tối ưu chuyển đổi: Khi rõ ràng về đặc điểm của người sẽ mua sản phẩm dịch vụ, bạn rất dễ tìm được họ và giới thiệu họ với thông điệp khiến họ nhanh chóng chuyển đổi.[1]

## Cách tạo ra một chân dung khách hàng
Các bước tạo một chân dung khách hàng như sau:
Bước một: Đặt tên cho Chân dung khách hàng đang làm, một cái tên cụ thể sẽ giúp Chân dung khách hàng trở nên dễ nhớ, dễ liên tưởng và có trong đầu một nhân vật nhân tạo.
Bước hai: Liệt kê các đặc điểm nhân khẩu học, tâm lý học của khách hàng, đưa ra thông tin càng nhiều càng tốt từ những nghiên cứu đã thực hiện.
- Nhân khẩu học: Tuổi, giới, hôn nhân, số con cái, địa điểm, câu nói tâm đắc, chức vụ.
- Tâm lý học: thói quen, mô tả sở thích, giá trị, thái độ và mối quan tâm.

Bước ba: Chuyển qua phần Mục tiêu và giá trị, rồi làm dần theo chiều kim đồng hồ.
Triển khai và sử dụng một trong những nguồn dữ liệu dưới đây để làm lần lượt từng thành phần.
- Phỏng vấn khách hàng qua điện thoại hoặc skype, tầm 6-9 người hoặc 10% trên tổng số khách hàng nếu có thời gian.
- Hỏi nhân viên sales và marketing, chia sẻ những gì họ biết về người mua sản phẩm và dịch vụ, những yêu cầu từ khách hàng, những trở ngại họ nghe và cách họ phản ứng trước mối quan tâm của khách hàng.
- Nói chuyện với nhóm phụ trách chăm sóc khách hàng.
- Làm khảo sát online.
- Xem Google Analytics, các phân tích trên nền tảng mạng xã hội.
- Phân tích email.
- Cài Facebook pixel lên website.
- Xem Google Search Console để biết  những câu hỏi, thách thức và vấn đề mà khách hàng mục tiêu muốn giải quyết..
- Làm nghiên cứu với Khách hàng tiềm năng hoặc follower.
- Xem các trang mạng xã hội của đối thủ để biết thông tin nhân khẩu học và tâm lý học, chú ý những người comment hoặc tương tác trên trang đó, tìm hiểu thêm về hoạt động, giáo dục, tình trạng hôn nhân.
- Xem phân tích đối thủ bằng các công cụ như SEMRUSH, Buzzsumo.
- Đọc các blog và forum trong ngành trong thị trường mục tiêu, chú ý tới các comment, câu hỏi và tông giọng.
- Comment là cách nhận ra những niềm  đau và thách thức mà Chân dung khách hàng phải đối mặt.
- Nhận diện những người ảnh hưởng trên mạng xã hội (họ có thể là Khách hàng mục tiêu của bạn, hoặc khách hàng mục tiêu của bạn đang theo dõi họ?

Bước bốn: Viết một câu chuyện về khách hàng lý tưởng: tưởng tượng bạn là họ, đang trên hành tình khám phá và sử dụng sản phẩm.
Bạn có thể kết thúc việc làm Chân dung khách hàng sau khi hoàn thành bước ba. Tuy nhiên, ở một số doanh nghiệp, họ còn bỏ công làm thêm cả bước bốn này để khiến cho Chân dung khách trở nên sinh động thay vì các dữ liệu khô khan.
Câu chuyện về một chân dung khách hàng nên dựa trên việc trả lời những câu hỏi dưới đây:
- Họ làm gì trước khi sử dụng?
- Nghĩ gì khi sử dụng?
- Họ cố đạt được gì với sản phẩm của bạn?
- Họ làm gì sau đó?
- Khi nào họ sử dụng trở lại?

Trên thực tế, các doanh nghiệp chủ yếu tạo chân dung cho khách hàng mục tiêu để tập trung nghiên cứu và khai thác các đối tượng tiềm năng này.